# Erga omnes
Erga omnes és una locució llatina, que significa "respecte de tots" o "enfront de tots", utilitzada en dret per a referir-se a l'aplicabilitat d'una norma, un acte jurídic o un contracte. Significa que aquella s'aplica a tots els subjectes, en contraposició amb les normes inter partes (entre les parts) que només s'apliquen a aquelles persones que van concórrer a la seva celebració. Normalment, perquè un contracte tingui efectes més enllà d'inter partes i sigui oposable a tercers, és necessari que compleixi certes formalitats que normalment tenen finalitats probatòries, com haver estat inscrites a un registre públic. Les normes, en canvi, solen tenir sempre efectes erga omnes, atès que per definició són d'aplicació general. Només en casos molt especials es dicten normes específiques per a casos concrets.